# Rosedale (Louisiana)
Rosedale és una població dels Estats Units a l'estat de Louisiana. Segons el cens del 2000 tenia 753 habitants.

## Demografia
Segons el cens del 2000, Rosedale tenia 753 habitants, 264 habitatges, i 195 famílies. La densitat de població era de 37,4 habitants/km².
Dels 264 habitatges en un 36,7% hi vivien nens de menys de 18 anys, en un 48,5% hi vivien parelles casades, en un 18,2% dones solteres, i en un 26,1% no eren unitats familiars. En el 22,7% dels habitatges hi vivien persones soles el 9,5% de les quals corresponia a persones de 65 anys o més que vivien soles. El nombre mitjà de persones vivint en cada habitatge era de 2,85 i el nombre mitjà de persones que vivien en cada família era de 3,4.
Per edats la població es repartia de la següent manera: un 29,1% tenia menys de 18 anys, un 10,1% entre 18 i 24, un 28,6% entre 25 i 44, un 19% de 45 a 60 i un 13,3% 65 anys o més.
L'edat mediana era de 35 anys. Per cada 100 dones de 18 o més anys hi havia 98,5 homes.
La renda mediana per habitatge era de 36.000 $ i la renda mediana per família de 39.750 $. Els homes tenien una renda mediana de 30.417 $ mentre que les dones 20.568 $. La renda per capita de la població era de 12.953 $. Entorn del 15,9% de les famílies i el 16,7% de la població estaven per davall del llindar de pobresa.

## Poblacions més properes
El següent diagrama mostra les poblacions més properes.